# Église de la Compagnie de Quito
L’église de la Compagnie (en espagnol : Iglesia de la Compañía de Jesús), familièrement connue comme La Compañía) est un édifice religieux jésuite du XVIIe siècle se trouvant dans le centre historique de la ville de Quito (Équateur). Le collège et l’université Saint-Grégoire, dont elle faisait partie, formaient le quartier général de la Compagnie de Jésus dans l’Empire colonial espagnol. Elle est considérée comme une des sept merveilles de l’Équateur et est un des monuments les plus visités de la ville de Quito.

## Histoire
Les premiers jésuites arrivent à Quito le 19 juillet 1586. Alliant évangélisation et éducation ils fondent un collège, avec son église. Dans le premier groupe de prêtres jésuites se trouvent Juan de Hinojosa, Diego González Holguín, Baltasar Piñas et Juan de Santiago. Dans la planification de la ville des lots avaient déjà été accordés aux religieux (Franciscains, Mercédaires, Augustins et Dominicains) pour la construction de leur couvent et église. Cependant, dès 1587 le conseil municipal accorde aux jésuites, derniers arrivés, un terrain dans le coin nord-occidental de la place de l'indépendance. Les Augustins étant en désaccord avec la décision, les jésuites choisissent de s'établir en un autre lieu situé au sud de la cathédrale. 
En 1605 l’église est mise en chantier, sous les ordres de Nicolás Durent Mastrilli. En 1634, le jésuite Gil de Madrigal effectue la croisée du transept. L’arrivée du frère Marcos Guerra en 1636, architecte et sculpteur, donne une impulsion majeure au travail. Il dispose de l'aide de la main d'œuvre des innombrables artistes de l'école de Quito. 
Si, pour ce qui est de son usage, l’église est terminée en 1668, le travail de finition de la façade et des murs intérieurs, où chaque centimètre est habilement décoré, souvent avec de fines lames d’or, prendra un siècle de plus. Il faut 160 ans pour que l’édifice soit parachevé. 

## Collège et université
En 1622 l'Université Saint-Grégoire est fondée. Ce sera une des plus importantes de l’Empire colonial espagnol. Sa bibliothèque compte 20 000 livres. Il s’y trouve même une faculté où l’on enseigne le quechua, la langue des indigènes du pays, les Quechuas. Au fil des années l’ensemble comprend un collège et une université, un centre missionnaire d’approvisionnement des missions intérieures, une infirmerie et pharmacie (avec son jardin de plantes médicinales) et la première imprimerie d’Amérique latine.  

## Description

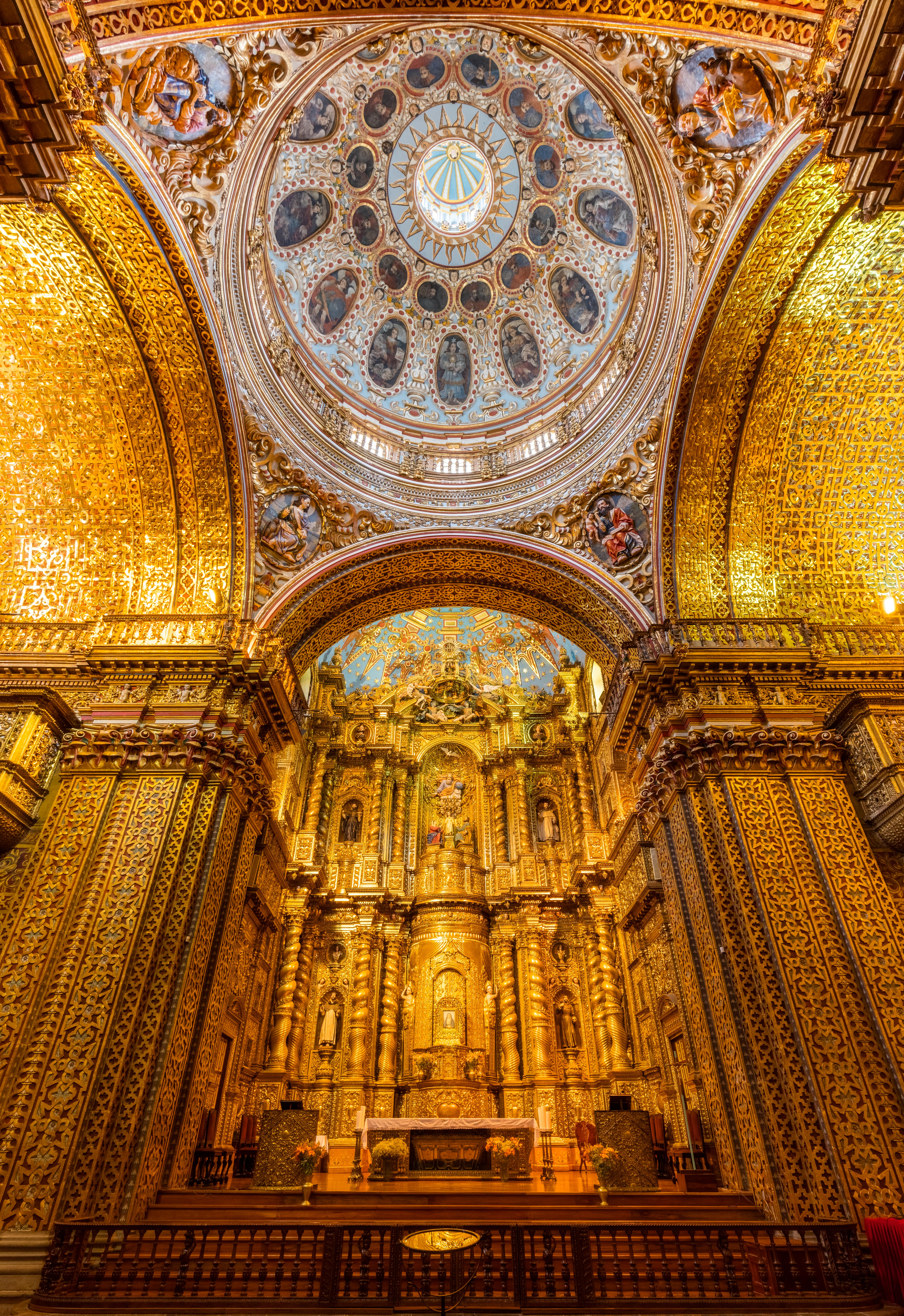
Le chœur de l'église

L'église de la Compagnie est un des monuments les plus célèbres de l'Équateur, du fait qu’elle constitue un exemple remarquable de style baroque adapté à la culture latino-américaine. De nombreux visiteurs arpentent sa grande nef centrale abondamment décorée de feuilles d’or et de bois sculptés. Elle est conçue à l’image des églises baroques du Gesù et de Saint-Ignace de Rome, avec cependant une ampleur latino-américaine. 
Sa façade extérieure a de belles proportions symétriques. Sa nef dénote quelque influence mauresque tandis que l’art décoratif intérieur est entièrement l’œuvre d’artistes de l’école d’art de Quito. Le clocher qui durant toute l’époque coloniale domina la ville de son impressionnante hauteur s’est effondré lors des tremblements de terre de 1859 et 1868. 
Au cours des vingt dernières années, l'église a subi un important travail de restauration, nécessité en partie par un incendie qui endommagea l’intérieur de la nef.

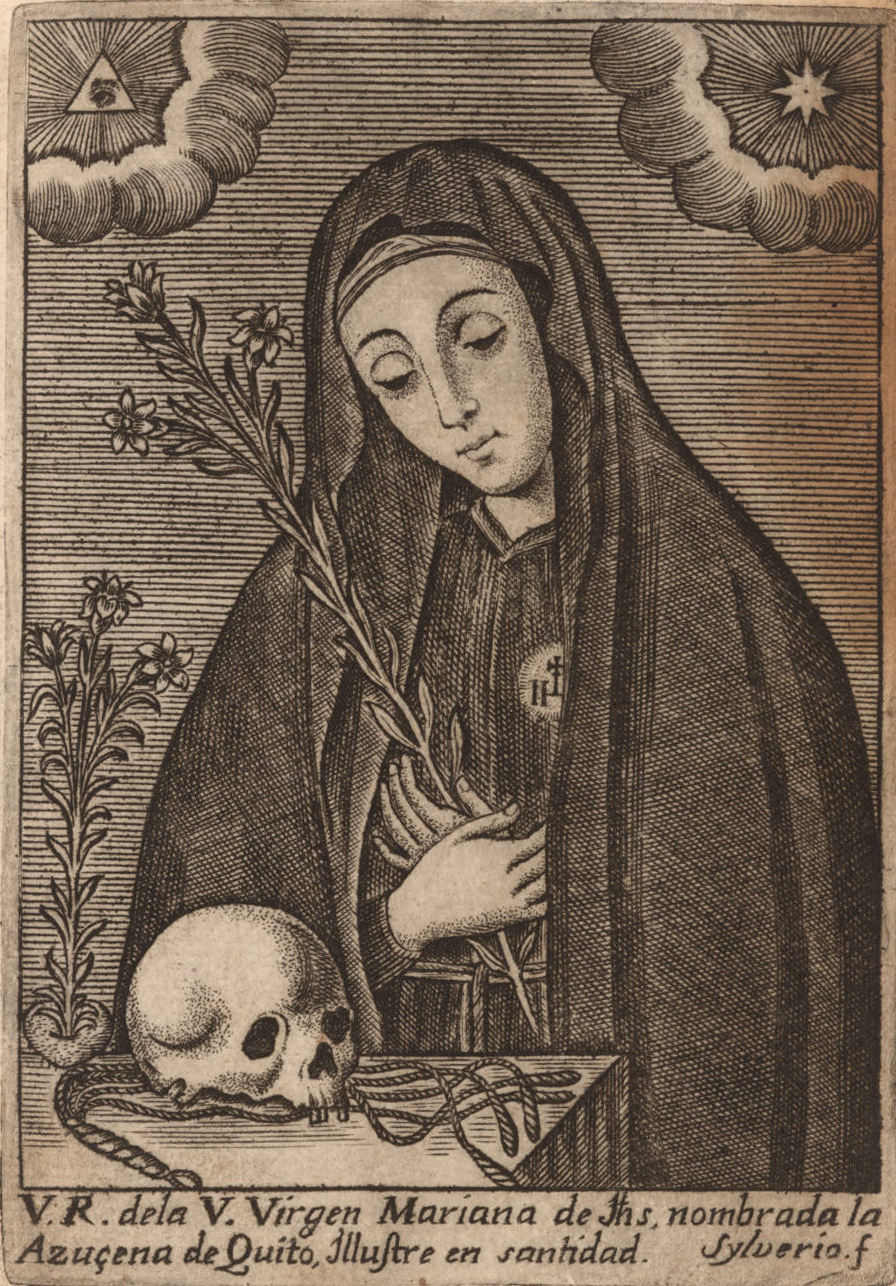
Portrait de Mariana de Jésus tenant un lys avec une tête de mort et un fouet pour la flagellation. On y trouve également le symbole jésuite de Jésus, ainsi que l'œil de la Providence. Gravure réalisée en 1732 par Francisco Silverio de Sotomayor (v. 1699-1763).

## Sanctuaire national de Mariana de Jésus
Le sarcophage contenant les restes de la sainte patronne de l’Équateur, Mariana de Jésus, se trouve au pied du maître-autel. 
Fidèle à La Compagnie tout au long de sa vie, elle fut membre de la Confraternité des esclaves de Notre-Dame de Lorette, qui avait son siège dans cette église. Après être morte à l'âge de 26 ans, en offrant sa vie à Dieu pour le peuple de Quito, elle a été enterrée au pied de l'autel de la Vierge, comme elle l'avait toujours souhaité.
Lorsqu'elle fut béatifiée en 1850, une chapelle fut construite sur le côté sud du presbytère, où sa relique fut placés dans un riche coffre en bronze sculpté à Paris, sur ordre du président Gabriel García Moreno. En 1912, l'archevêque Federico González Suárez (es) acheta un précieux coffre gothique en argent doré pour servir de reliquaire. Un retable néoclassique a été sculpté dans la chapelle, présidée par une statue de Mariana de Jésus, œuvre du sculpteur barcelonais Joan Flotats (es). La chapelle est décorée de plusieurs toiles attribuées à Joaquín Pinto sur la vie de la bienheureuse de l'époque. En 1950, le pape Pie XII a proclamé la sainteté de Mariana de Jésus ; l'arche contenant ses restes a été placée sous l'autel principal, où elle se trouve actuellement, et l'église de La Compañía a été consacrée au nom de la première sainte équatorienne. La Compagnie de Quito est donc le sanctuaire national de Mariana de Jésus, déclarée héroïne nationale en 1946 par l'Assemblée nationale constituante.

## Galerie

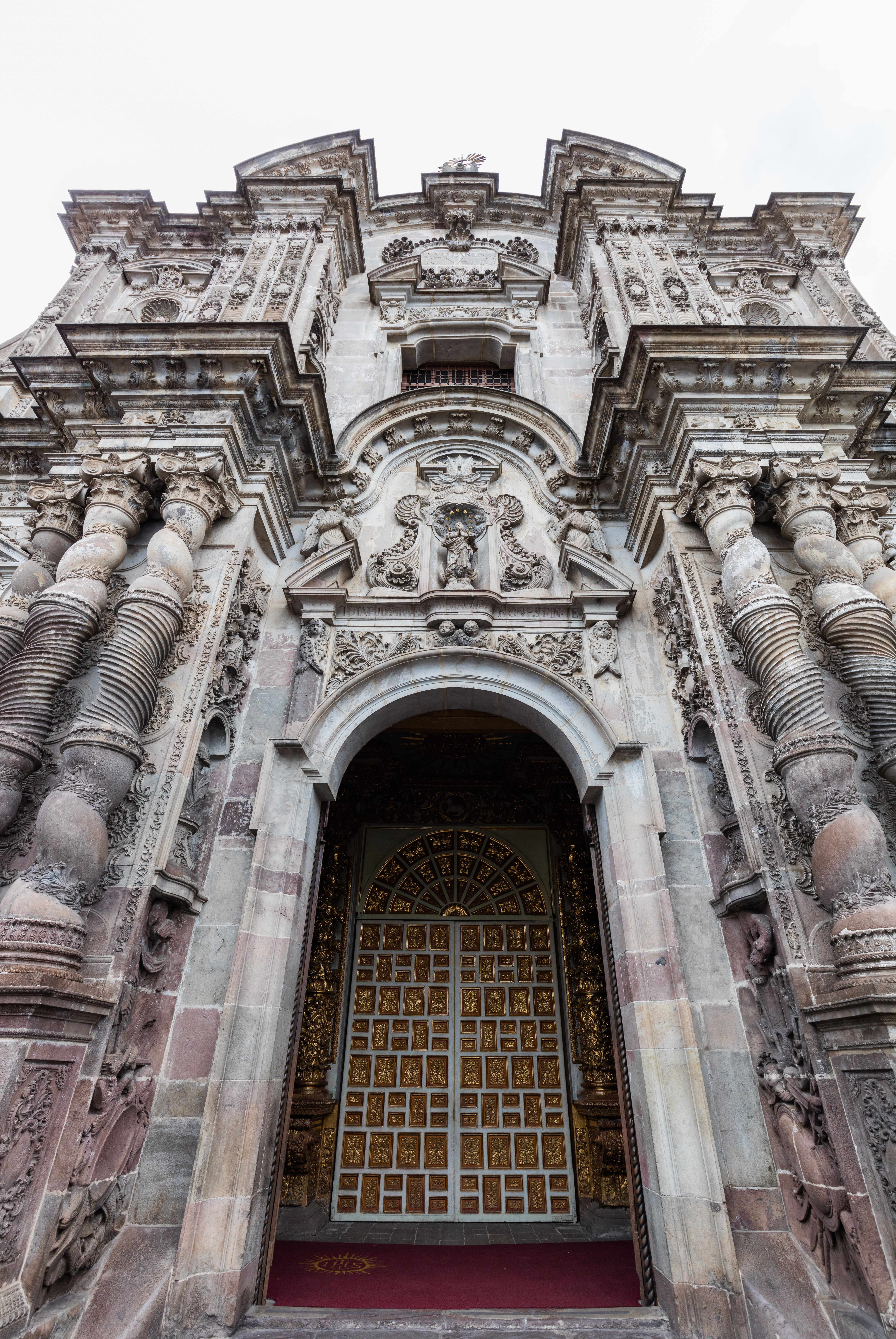
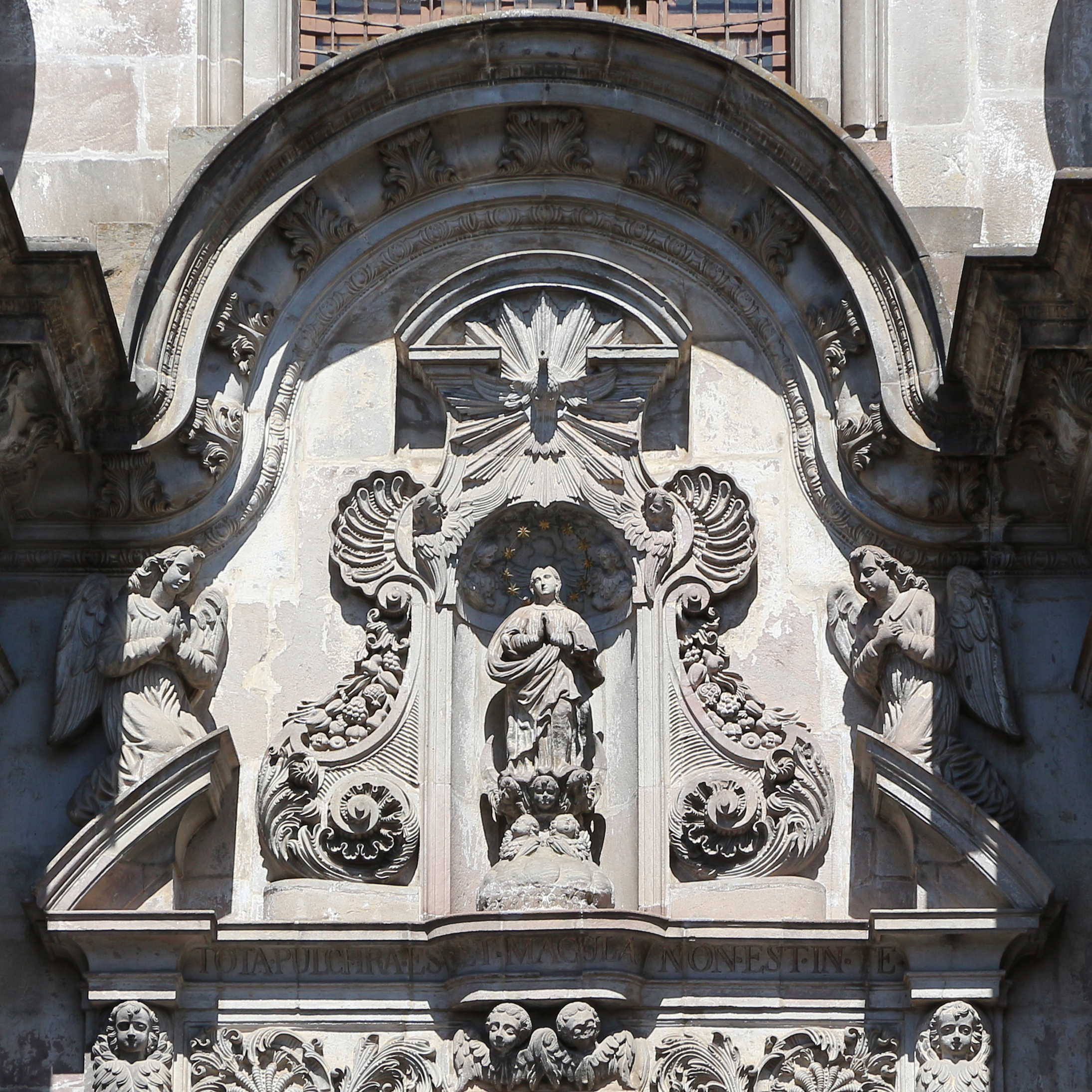
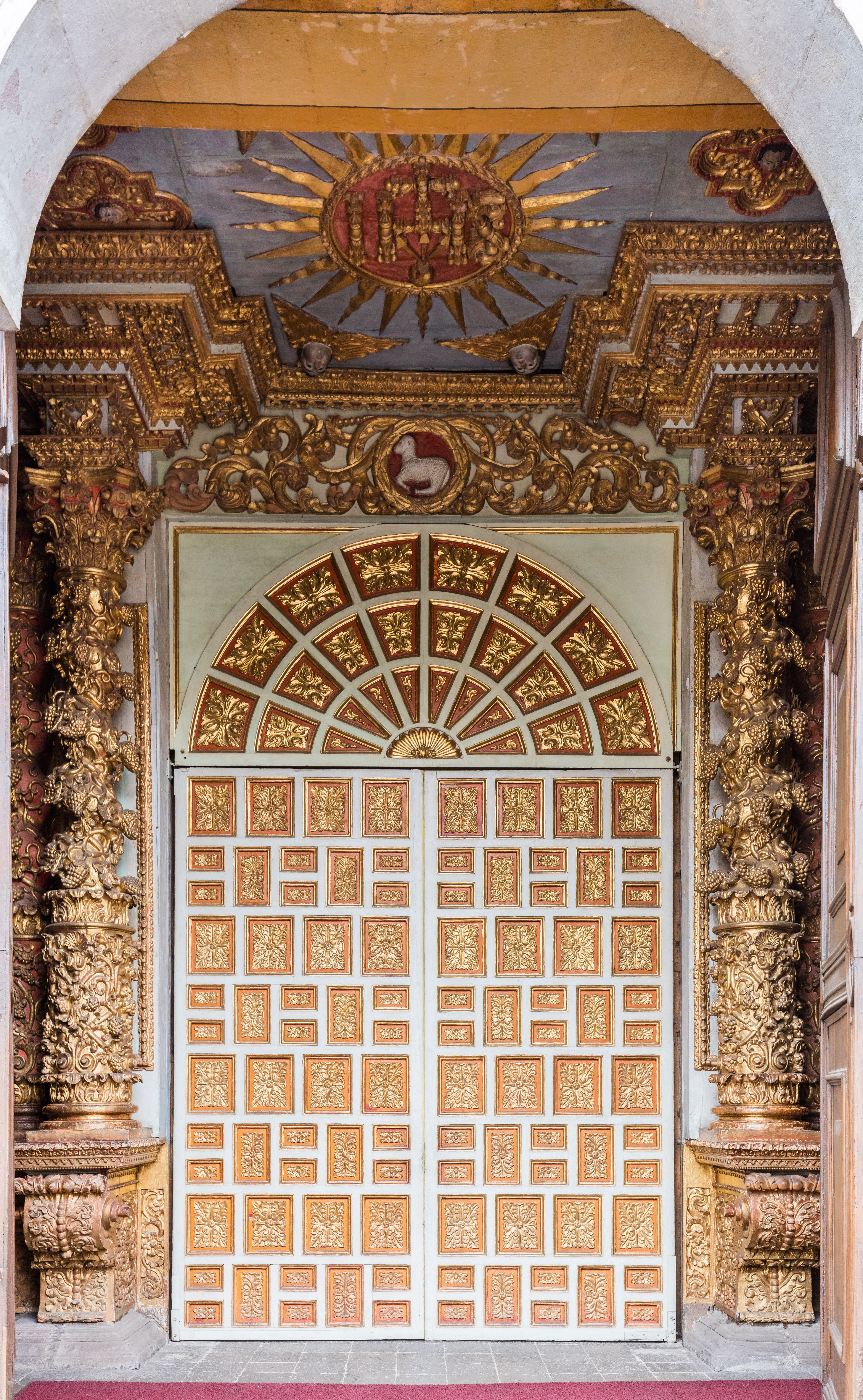
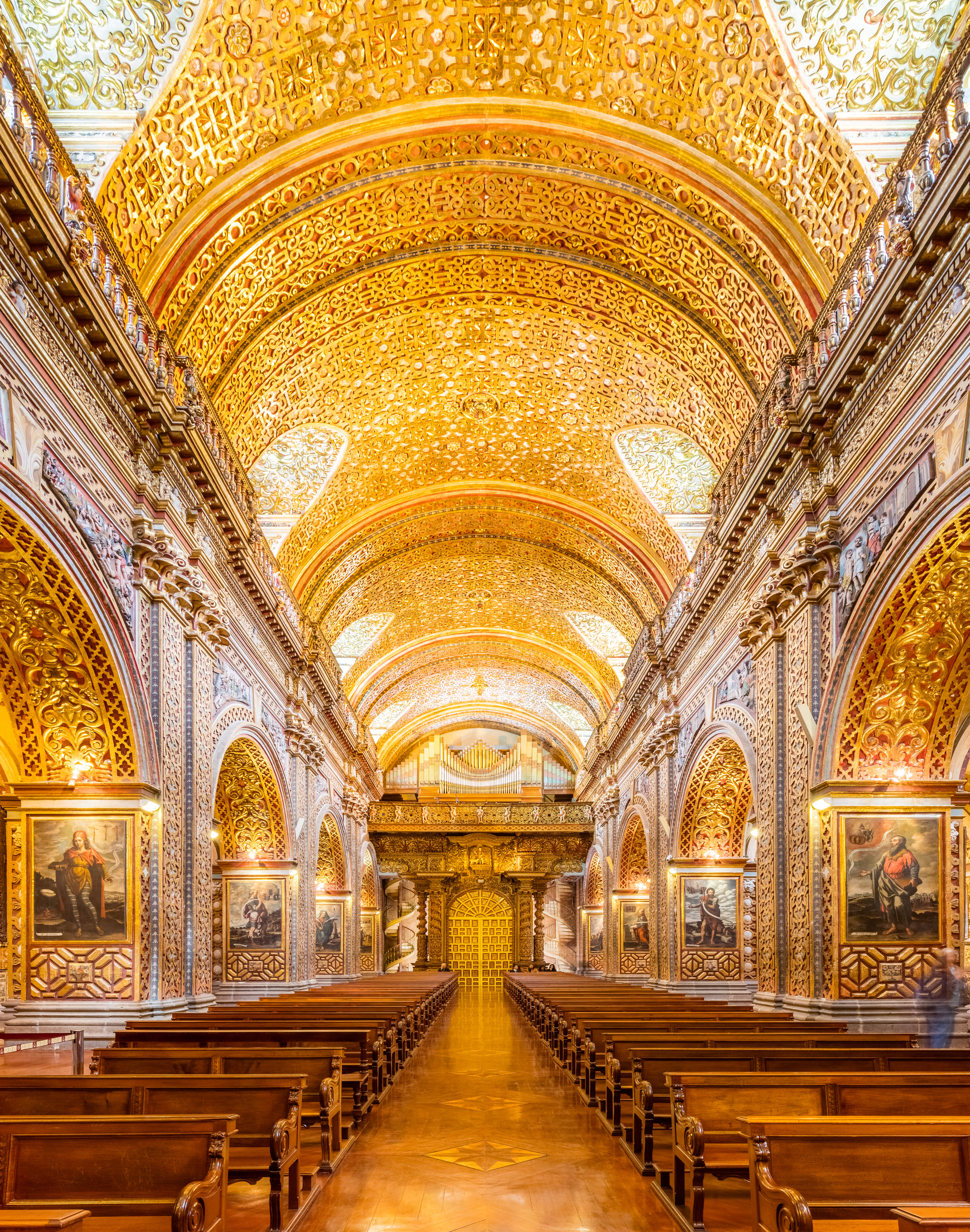
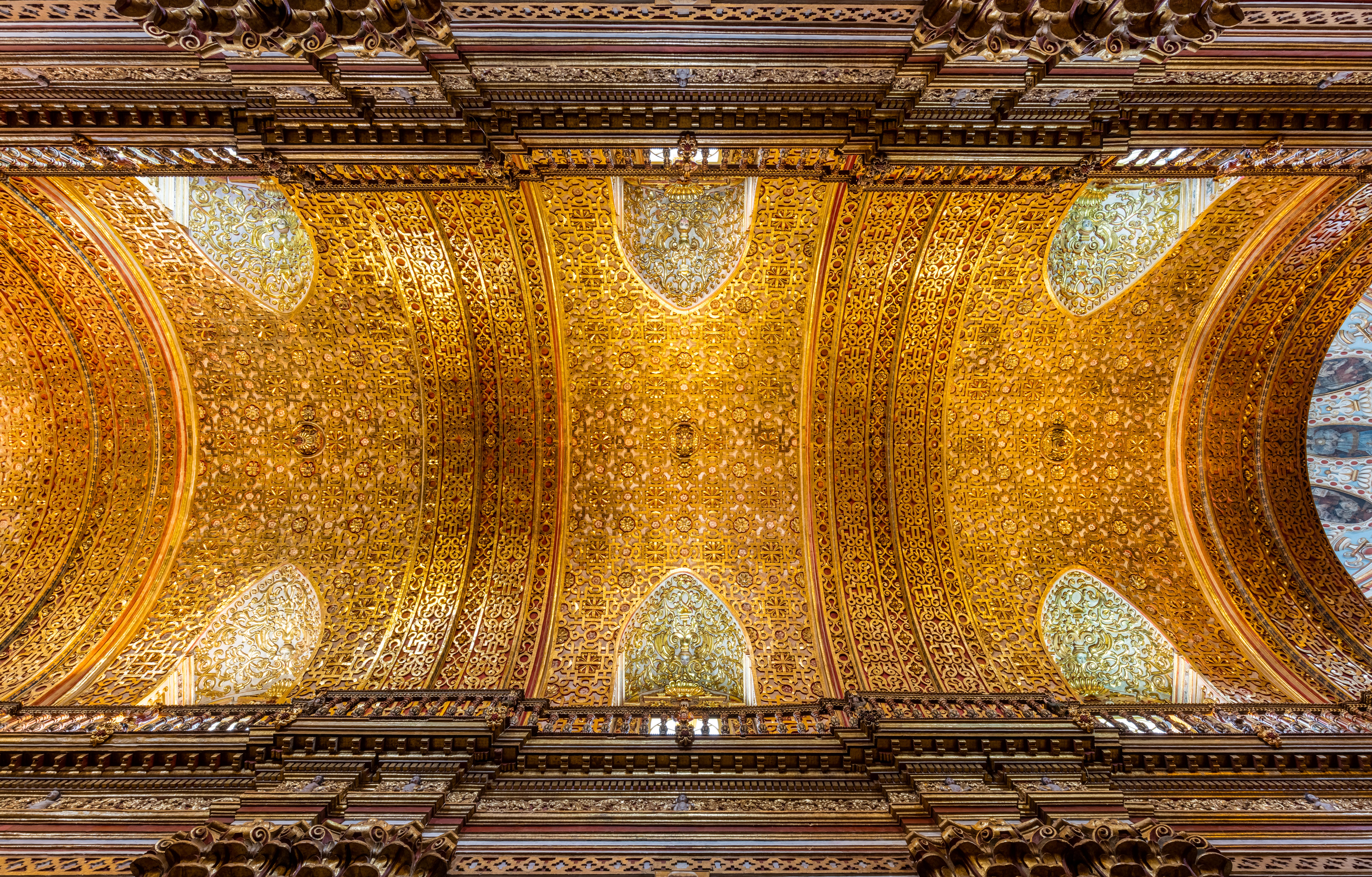
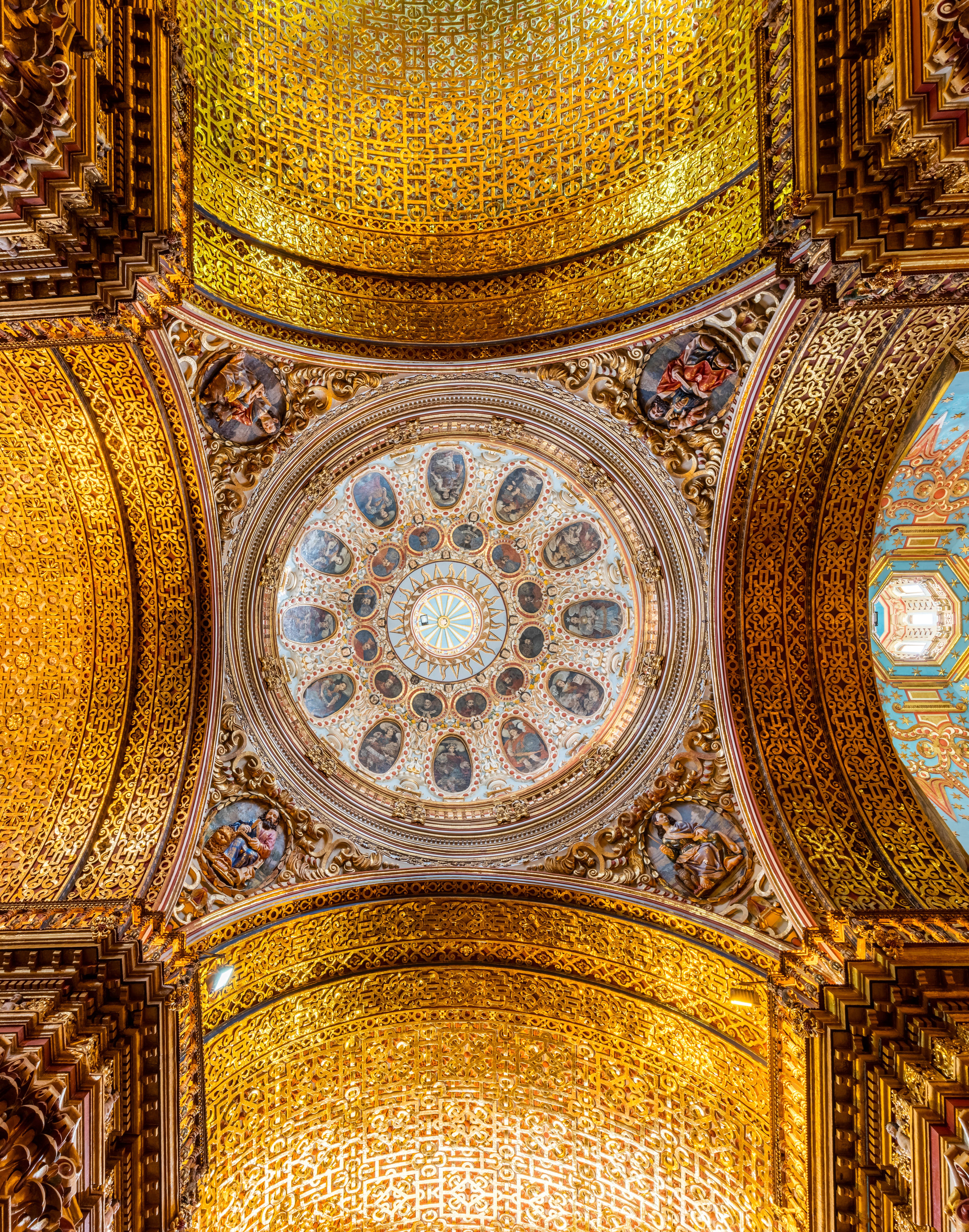
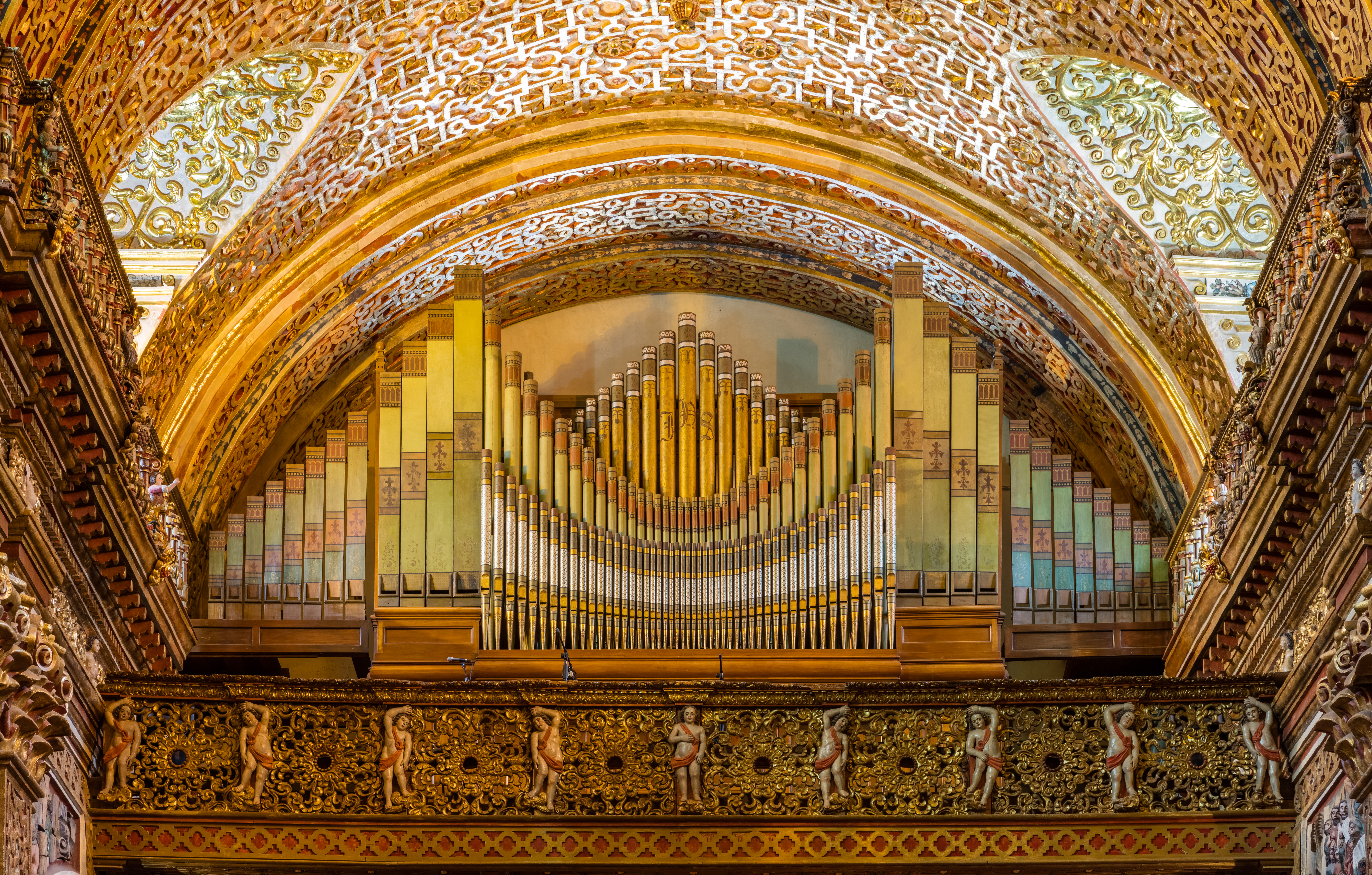
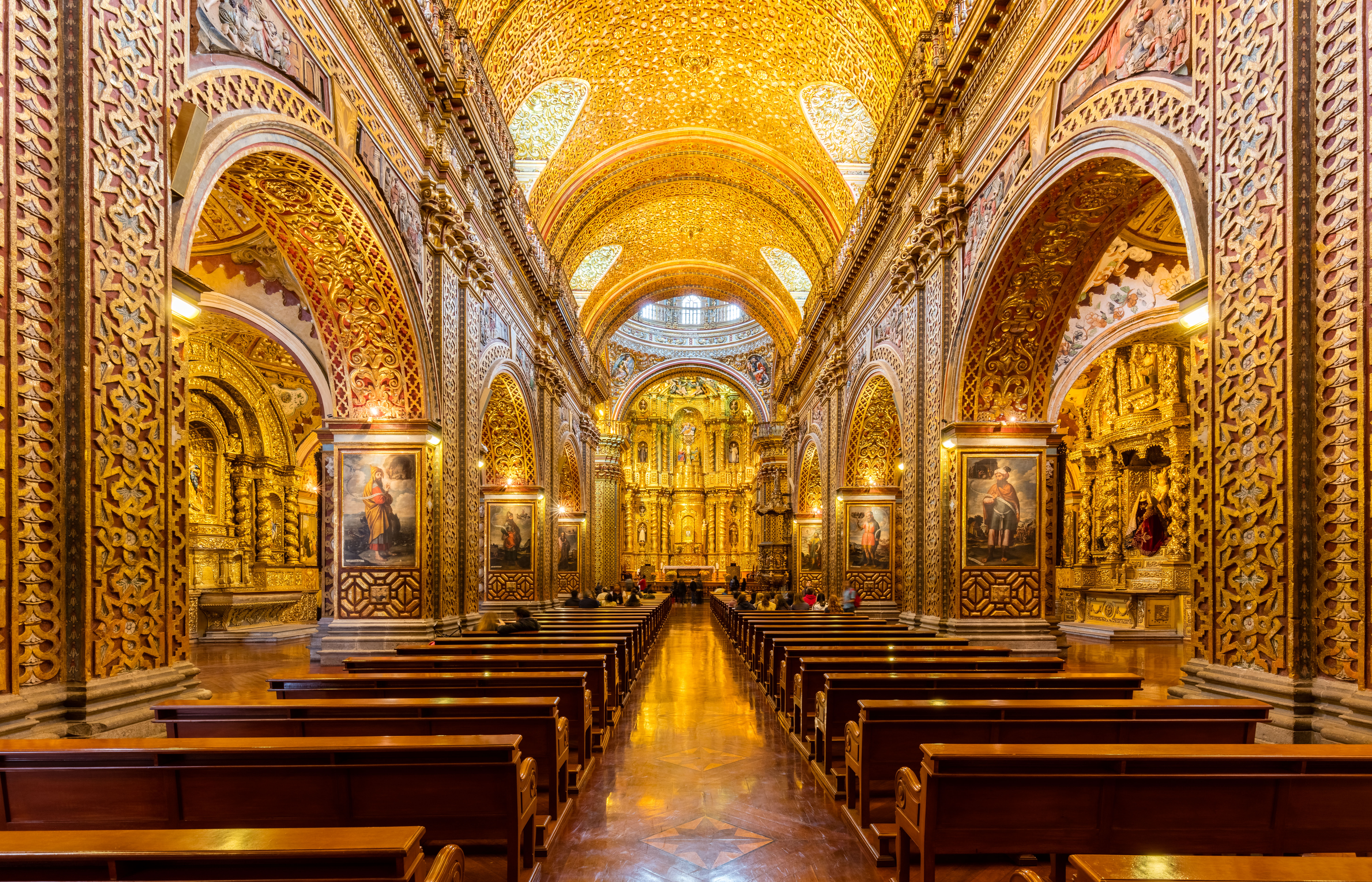
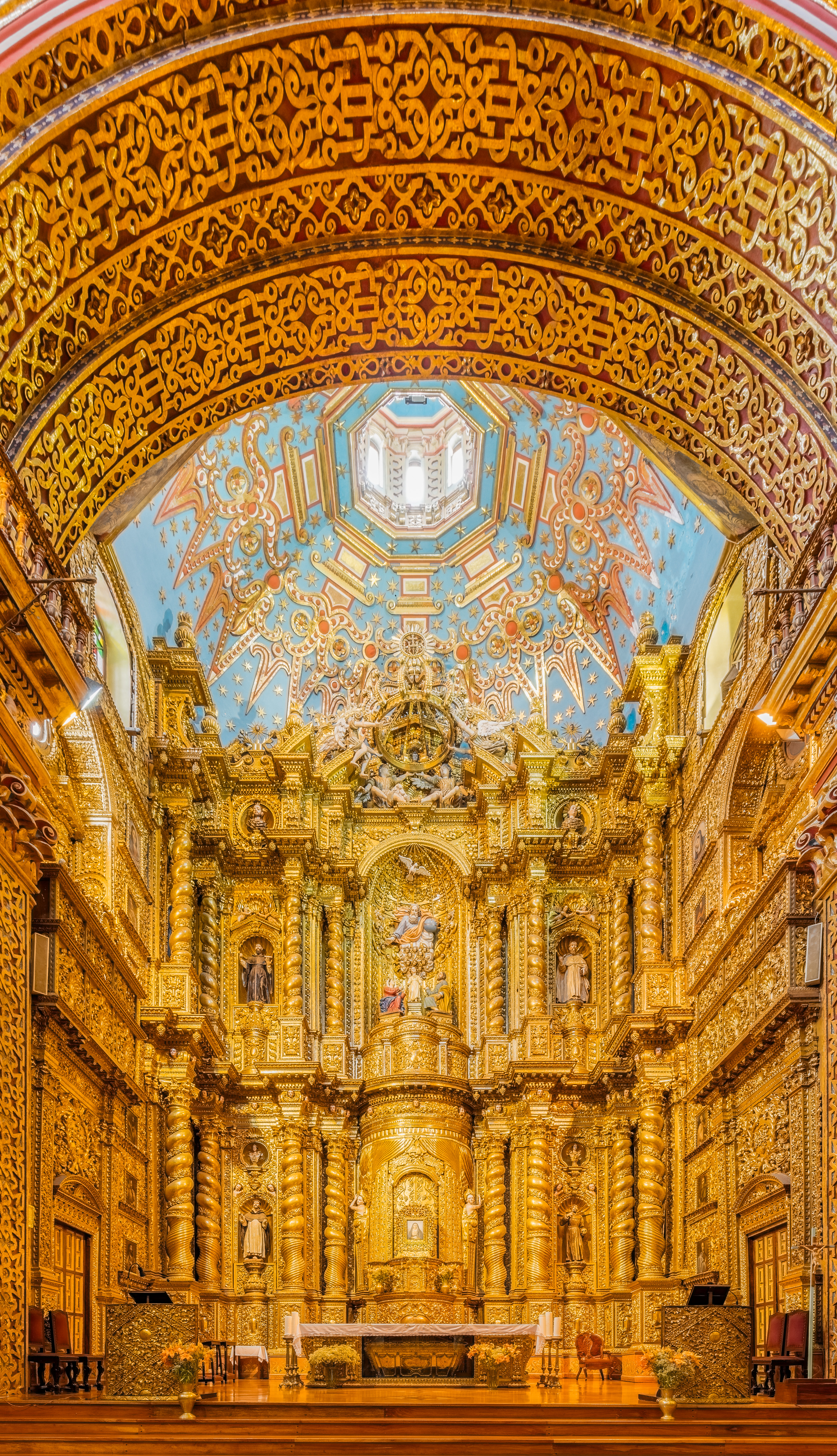